# Eternalize.
『Eternalize.』（エターナライズ）は、結城アイラの2枚目のオリジナル・アルバム。2010年6月9日にGloryHeavenから発売された。

## 収録曲
1. Blue sky, True sky
作詞：畑亜貴、作曲・編曲：柘植敏道
  - テレビアニメ『ティアーズ・トゥ・ティアラ』エンディングテーマ、4枚目のシングルの表題曲。
2. Juramento
作詞：畑亜貴、作曲・編曲：末廣健一郎
  - テレビアニメ『テイルズ オブ ジ アビス』イメージソング。『テイルズ・オブ・ジ・アビス イメージソングアルバム brilliant world』収録曲。
3. Tales of Flame
作詞・作曲：瀬名、編曲：NOIZ'n GIRL
  - PS2ゲーム『猛獣使いと王子様』オープニングテーマ。本作初収録の新曲。
4. spindle story
作詞：畑亜貴、作曲：伊藤真澄、編曲：末廣健一郎
  - テレビアニメ『ティアーズ・トゥ・ティアラ』イメージソング。『ティアーズ・トゥ・ティアラ Prologue Sound Track "origo cunctarum rerum"』収録曲。
5. I believe...
作詞：ucio、作曲・編曲：柘植敏道
  - 5枚目のシングル「Weeping alone」のカップリング。
6. TRY ANGLE
作詞：只野菜摘、作曲・編曲：NOIZ'n GIRL
  - 6枚目のシングル「Dominant space」のカップリング。
7. 夢と月
作詞：畑亜貴、作曲・編曲：柘植敏道
  - 4枚目のシングル「Blue Sky, True Sky」のカップリング。
8. When distrust
作詞：畑亜貴、作曲・編曲：虹音
  - テレビアニメ『空を見上げる少女の瞳に映る世界』イメージソング。『空を見上げる少女の瞳に映る世界 Inspired album』収録曲。
9. Dominant space
作詞：畑亜貴、作曲・編曲：myu
  - テレビアニメ『戦う司書 The Book of Bantorra』第2期エンディングテーマ。6枚目のシングルの表題曲。
10. Weeping alone
作詞：畑亜貴、作曲・編曲：末廣健一郎
  - テレビアニメ『ティアーズ・トゥ・ティアラ』第2期エンディングテーマ。5枚目のシングルの表題曲。
11. 孤高の迷宮
作詞：Ceui、作曲：伊藤真澄、編曲：末廣健一郎
  - テレビアニメ『テイルズ オブ ジ アビス』イメージソング。『テイルズ・オブ・ジ・アビス イメージソングアルバム brilliant world』収録曲。
12. Troubadour's eye
作詞：畑亜貴、作曲・編曲：末廣健一郎
  - テレビアニメ『ティアーズ・トゥ・ティアラ』イメージソング。『ティアーズ・トゥ・ティアラ Prologue Sound Track "origo cunctarum rerum"』収録曲。